# Aaron Bank
Aaron Bank, ameriški častnik in operativec, * 23. november 1902, New York,  † 1. april 2004, Dana Point, Kalifornija.
Bank je bil ustanovitelj Specialnih sil Kopenske vojske ZDA (bolje znane kot Zelene baretke).